# Вахитов, Игорь Александрович
И́горь Алекса́ндрович Вахи́тов (род. 19 февраля 1959, Омск, СССР) — российский художник, режиссёр документального кино, дизайнер, архитектор, скульптор.

## Биография
В 1982 году завершил высшее образование в МВХПУ (б. Строгановское) по специальности «Художественное конструирование (дизайн)» и по распределению вернулся в город Омск. Профессиональную деятельность начал проектировщиком высшей квалификации в ТПК Омского отделения Художественного фонда РСФСР.
В 1991 году вступил в члены СХ РФ в секцию графики. Принимал активное участие во всероссийских и региональных и международных выставках. Специальная премия всесоюзной выставки плаката «Время быть личностью» 1990 г. за плакат «А каковы ваши шансы?». Плакаты ‘SOS" и «Освоение Байкала» выставлялись на Международном триеннале в г. Тойями, Япония 1991 г. Плакаты были закуплены музеем Современного искусства г. Тойями.
В 1991 году по рекомендации Омского отделения СХ РФ был принят на должность Главного художника города Омска. В 1995 году руководил масштабной реконструкцией и реставрацией центральной исторической улицы Ленина. Методично и планомерно поменял цветовое решение фасадов зданий центра города и главных магистралей. Принимал активное участие в разработке проекта Генерального плана города Омска.
В 1994 г. получил Диплом первой степени от Государственного Совета республики и кантона Женева и дирекции выставки за разработку проекта и реализацию в натуре экспозиции выставки «Презентация Омской области в Женеве», Швейцария, выставочный центр «PALEXPO».
В 1995 г. получил Сертификат Государственного Совета республики и кантона Женева, и за разработку проекта и реализацию в натуре экспозиции выставки «Сибирское народное творчество».
В 1996 г. разработал проект и руководил реализацией в натуре экспозиции выставки «Презентация Омской области в Каире», Арабская республика Египет.
С 1996 до 1999 года разрабатывал проекты экспозиций Международных выставок высокотехнологичной техники и вооружения «ВТТВ-Омск».
В период с 1995 года по настоящее время создавал произведения монументально декоративного искусства на территории города Омска: «Степан», «Люба», «Дон Кихот», монумент «50-летию Омского хоккея», мемориальные комплексы «Воинам омичам, погибшим в локальных точках», «Труженикам тыла», «Сотрудникам правопорядка посвящается», «Вечный огонь», памятник «Основателю г. Омска И. Д. Бухгольцу». В 2019 году в качестве скульптора создал в бронзе тематическую скульптуру Купца Терлеева, расстрелянного в 1937 году.
В 2010 году получил Медаль с дипломом «Достойному» основанной в 1757 году Российской Академией художеств, за мемориальный комплекс «Труженикам тыла». Мемориал был построен к 65-летнему юбилею победы в ВОВ.
В 1998 году вступил в члены Союза дизайнеров РФ, и был принят на должность Главного дизайнера города Омска. В 1998 году создал городскую выставку конкурс «Омская линия» для смотра проектов архитекторов и дизайнеров города Омска.
В 1999 году получил предложение от режиссёра Омского академического театра драмы Владимира Петрова выполнить проект декораций к спектаклю «Театр» по пьесе Майкла Фрейна. Спектакль комедия имел большой успех и шёл с аншлагом 10 лет.
С 1997 до 2015 года активно работал в области архитектурного дизайна: интерьеры, объёмная архитектура, общественные, жилые и развлекательные комплексы.
В 2003 году разработал в соавторстве с главным архитектором города А. М. Каримовым герб и флаг Омской области, утверждённые Законом Омской области в 2003 году.
С 2006 г. до 2020 г. работал председателем Омского отделения межрегиональной общественной организации «Сибирская геральдическая коллегия»;
С 2005—2008 работал Председатель Омского отделения Всероссийского общества охраны памятников истории и культуры;
С 1990 года Постоянный Член Градостроительного совета администрации города Омска; с 2006 года Постоянный Член Консультативного совета Министерства культуры Омской области.
С 2017 года Председатель ГЭК в ОмГТУ, кафедра «Дизайн, рисунок, живопись». Вахитов И. А.
В 2016 году по предложению омского телеканала «Продвижение» принял участие в создании телепроекта «Театрон» повествующего всё о театре и его истории. В этом проекте выступил в качестве режиссёра и художника-постановщика четырёх документальных фильмов: «Музыка в камне» 2016 год, об уникальном театре в г. Гуанчжоу, Китай по проекту архитектора Захи Хадид. Серебряный диплом «ТЭФИ-2016 регион»; «Ковчег Римаса», 2016 год, о художественном руководителе Государственного академического театра им. Е. Б. Вахтангова; «Авиньон. Иной», 2017 год, о тайнах истории тамплиеров и международном театральном фестивале в Авиньоне, Франция; «Рисунки на воде», 2018 год, о гастрольном туре Государственного академического театра им. Е. Б. Вахтангова по Дальнему Востоку.

## Образование
1966—1976 — Общеобразовательная школа.
1977—1982 — Московское высшее художественно-промышленное училище имени С. Г. Строганова. Специальность «Художественное конструирование (дизайн)». Диплом с отличием.

## Опыт работы
1975—1976 — Художник-декоратор, актёр Народного театра г. Дудинка.
1976—1977 — Художник-оформитель ТПК Омского отделения Художественного фонда РСФСР.
1982—1990 — Проектировщик высшей квалификации ТПК Омского отделения Художественного фонда РСФСР.
1991—1996 — Главный художник города Омска.
1996—1998 — Директор ОАО "Дизайн-студия «Домус».
1998—2001 — Главный дизайнер города Омска.
2001—2003 — Доцент кафедры Омского государственного института сервиса.
С 2003 — Директор, Главный архитектор ООО «Архитектурная мастерская ДОМУС».
С 2006 — Директор, Главный дизайнер дизайн-студии «ДОМУС», ИП И. А. Вахитов.

## Общественно профессиональная деятельность
С 1991 года — Член Союза художников РФ.
С 1998 года — Член Союза дизайнеров РФ.
С 2006 года — Председатель Омского отделения Межрегиональной общественной организации «Сибирская геральдическая коллегия».
2005—2008 — Председатель Омского отделения Всероссийского общества охраны памятников истории и культуры.
С 1990 года — Постоянный Член Градостроительного совета администрации города Омска.
С 2006 года — Постоянный Член Консультативного совета Министерства культуры Омской области.
С 2017 года — Председатель ГЭК в ОмГТУ, кафедра «Дизайн, рисунок, живопись».
С 2019 года — Член Творческого Союза художников РФ.

## Театральная деятельность
- Сценография к спектаклю «Сын Рыбакова» по пьесе Виктора Гусева, театр г. Дудинка, 1975 год;
- Автор театрального плаката к опере Мусоргского «Борис Годунов», каталог всесоюзной выставки «Театральный плакат» 1991 год;
- Сценография к спектаклю «Театр» по пьесе Майкла Фрейна, Омский Академический театр драмы, 1999 год;
- Художник-консультант спектакля «Солнечный удар» по рассказу И. Бунина, в постановке режиссёра И. В. Керученко в Омском государственном драматическом театре «Пятый театр», 2021 год;
- Художник-постановщик, художник по костюмам, художник по свету спектакля «Кроткая» по фантастической повести Ф. М. Достоевского, в постановке режиссёра И. В. Керученко в Государственном академическом театре драмы им. И. А. Слонова, г. Саратов, 2022 год.Сценография спектакля «Кроткая» в Государственном академическом театре драмы им. И. А. Слонова, г. Саратов, 2022 г.Спектакль «Кроткая», Государственный академический театр драмы им. И. А. Слонова, г. Саратов, 2022 г.Спектакль «Кроткая», Государственный академический театр драмы им. И. А. Слонова, г. Саратов, 2022 г.

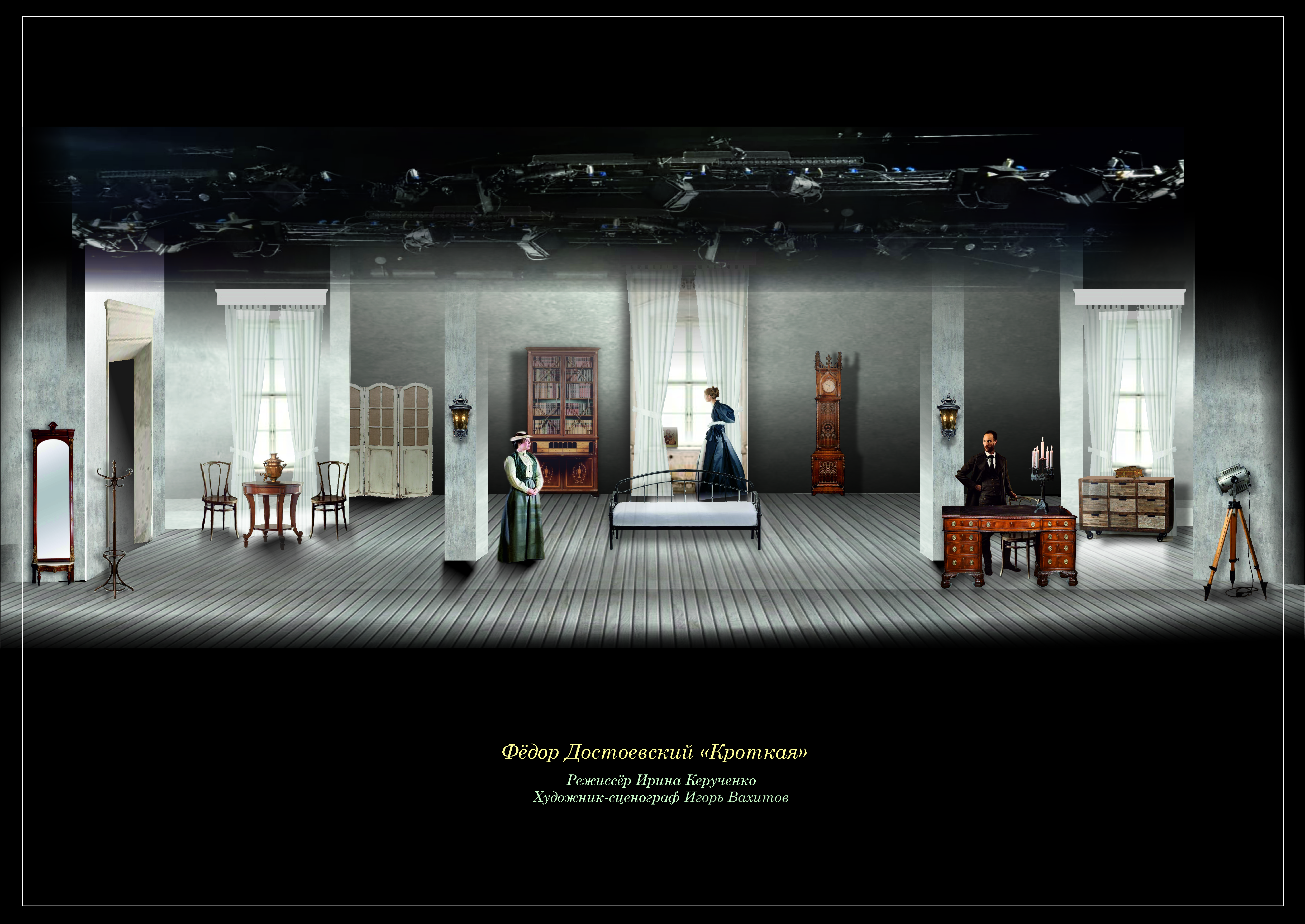
Сценография спектакля «Кроткая» в Государственном академическом театре драмы им. И. А. Слонова, г. Саратов, 2022 г.

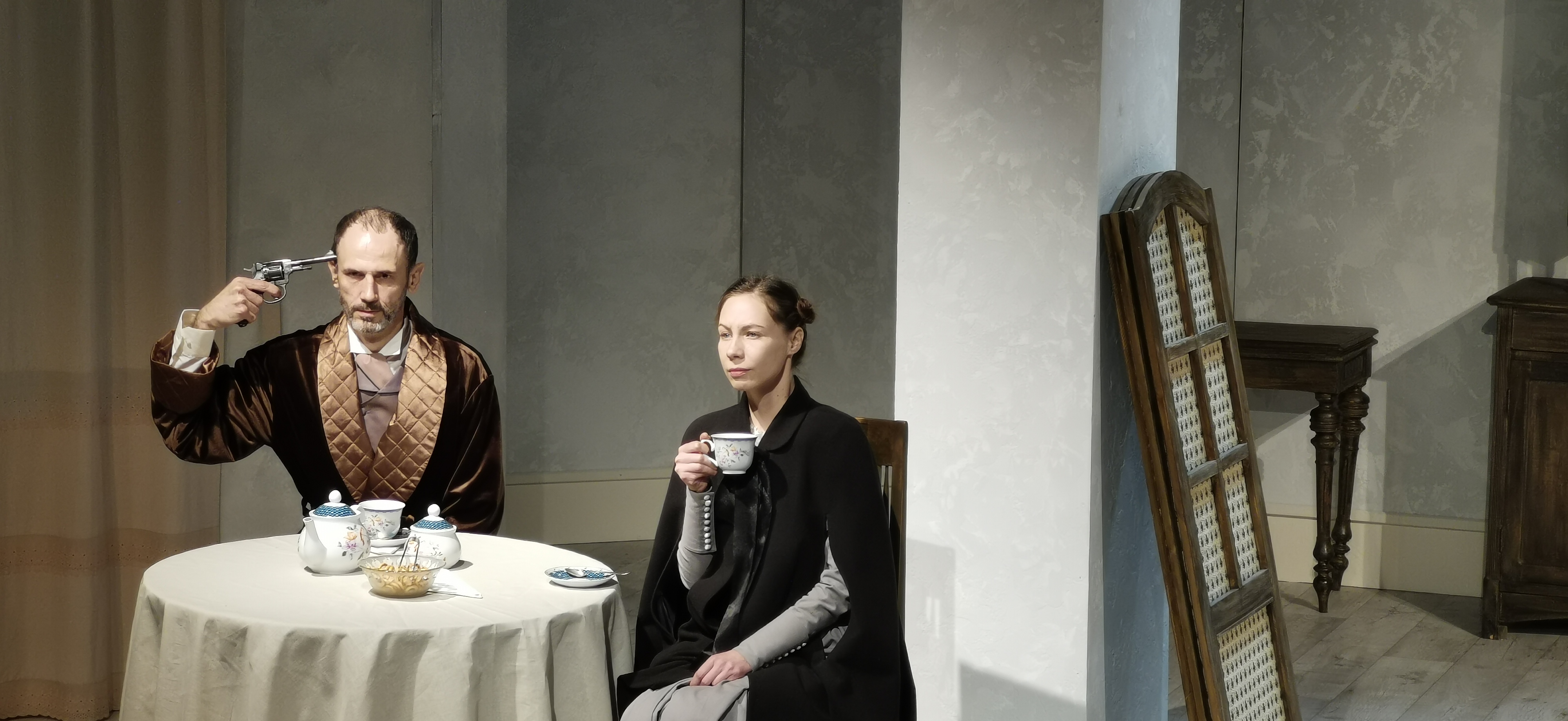
Спектакль «Кроткая», Государственный академический театр драмы им. И. А. Слонова, г. Саратов, 2022 г.

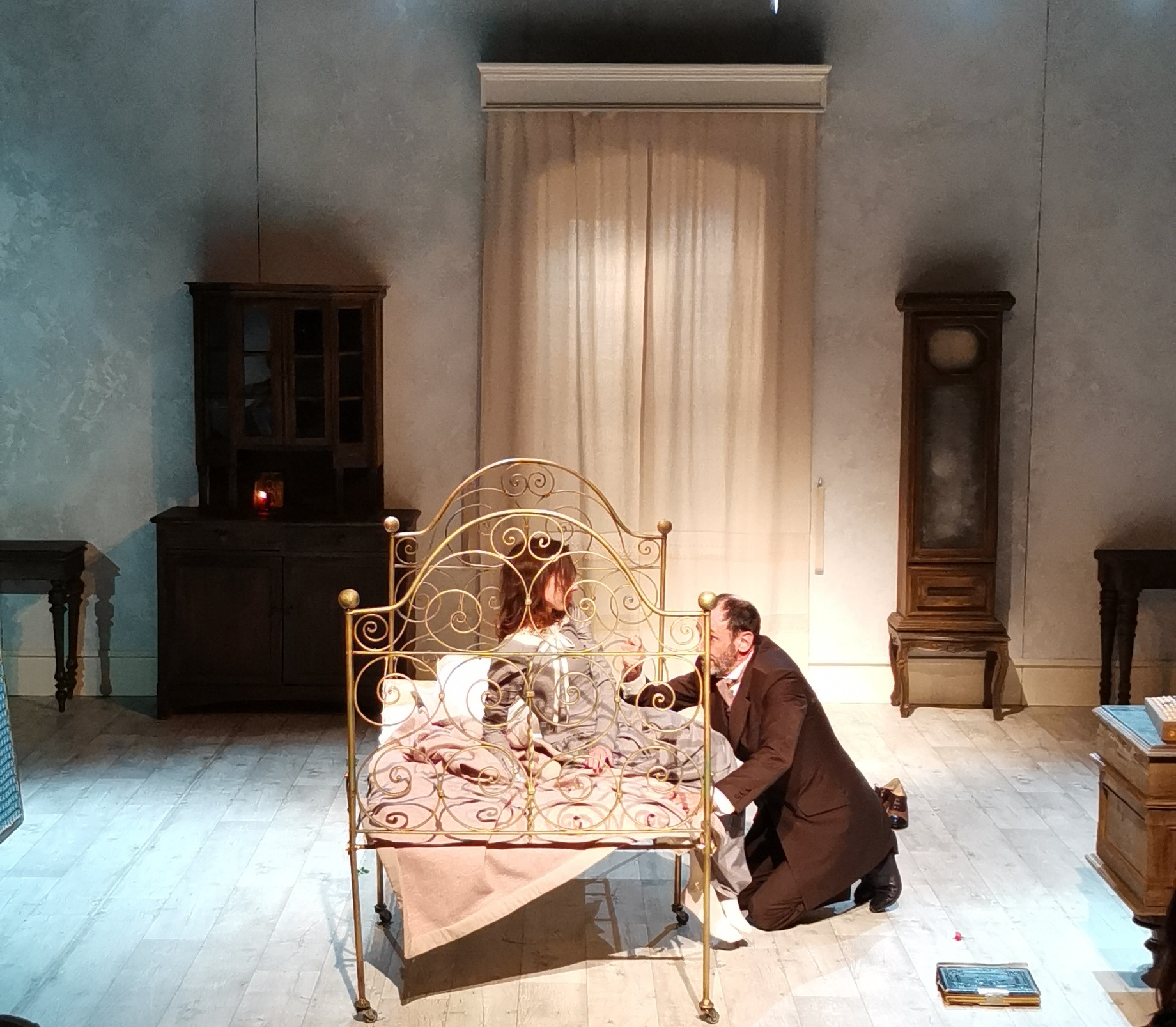
Спектакль «Кроткая», Государственный академический театр драмы им. И. А. Слонова, г. Саратов, 2022 г.

## Кинематография, создание документальных фильмов
- «Музыка в камне», 2016 год, об уникальном театре в г. Гуанчжоу, Китай по проекту архитектора Захи Хадид. (режиссёр, сценарист, художник — постановщик);
- «Ковчег Римаса», 2016 год, о художественном руководителе Государственного академического театра им. Е. Б. Вахтангова; (режиссёр, сценарист, художник — постановщик);
- «Авиньон. Иной», 2017 год, о тайнах истории тамплиеров и международном театральном фестивале в Авиньоне, Франция, (режиссёр, сценарист, художник — постановщик);
- «Рисунки на воде», 2018 год, о гастрольном туре Государственного академического театра им. Е. Б. Вахтангова по Дальнему Востоку.

## Проектирование и оформление международных выставок
- Проект экспозиции Выставка презентация Омской области на всесоюзной выставке в павильоне ВДНХ г. Москва, 1987 г.
- Проект экспозиции «Выставка презентация Омской области в „Palexpo“», город Женева, Швейцария (Диплом первой степени за лучшую экспозицию) 1994г;
- Проект экспозиции «Выставка ярмарка Сибирского народного творчества в городе Женева», Швейцария 1995г; (Сертификат Государственного Совета республики Женевского кантона);
- Проект экспозиции «Выставка презентация Омской области в городе Каир», Египет 1996г;
- Проекты выставок «ВТТВ-Омск», Международная выставка высокотехнологичной техники и вооружения. Серия выставок с 1996 года по 1999 год;

## Создание объектов монументально-декоративного искусства
- Проект, автор «Памятный знак посвящённый основателю г. Омска И. Д. Бухгольцу», 1996 г.
- Проект, автор городской скульптуры «Степан», г. Омск, 1998 г.
- Проект, автор городской скульптуры «Люба Гасфорт», г. Омск, 1999 год;
- Проект, автор монумента, посвящённого 50-летию Омского хоккея, 1999 год, г. Омск;
- Проект, автор «Памятный знак Верстовой столб», 1999 год, г. Омск;
- Проект, автор городской скульптуры «Дон Кихот», г. Омск, 2000 год;
- Проект, автор мемориального комплекса посвящённого «Воинам омичам, погибшим в локальных точках», г. Омск;2004 год;
- Проект, автор мемориального комплекса «Труженикам тыла», г. Омск, 2010 год;
- Проект, автор городской скульптуры «Омский городовой», г. Омск, 2011 год;
- Проект, автор мемориального памятника «Сотрудникам правопорядка посвящается», 2012 год, г. Омск.
- Проект, автор мемориального памятника «Вечный огонь», 2015 г., г. Омск.
- Проект, автор памятника к 300-летию .Омска «Основателю г. Омска И. Д. Бухголцу», 2016 г.;
- Проект, автор скульптор городская скульптура «Купец Осип Терлеев», 2021 г., г. Омск.

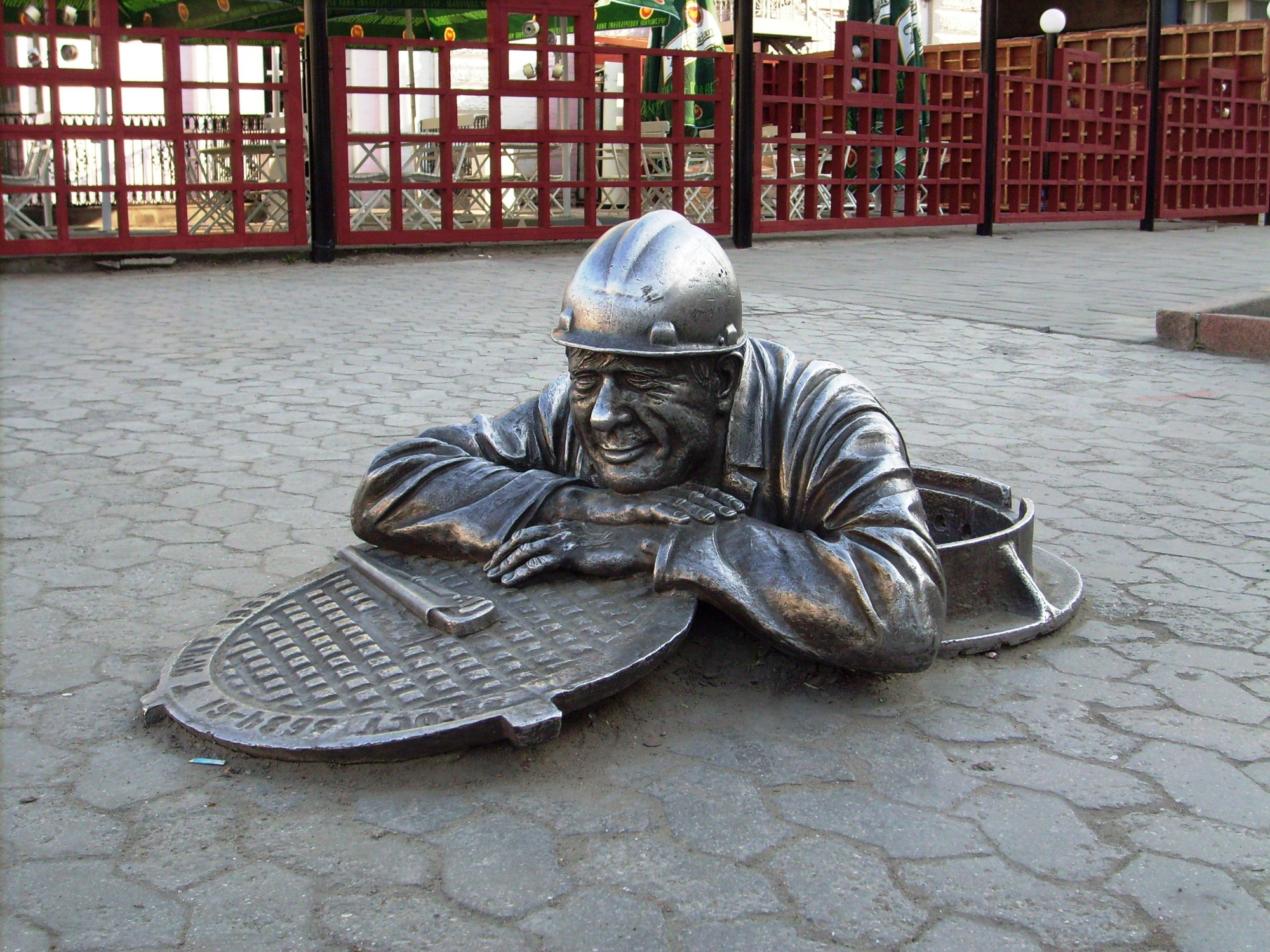
Городская скульптура «Степан», г. Омск, 1998 г.
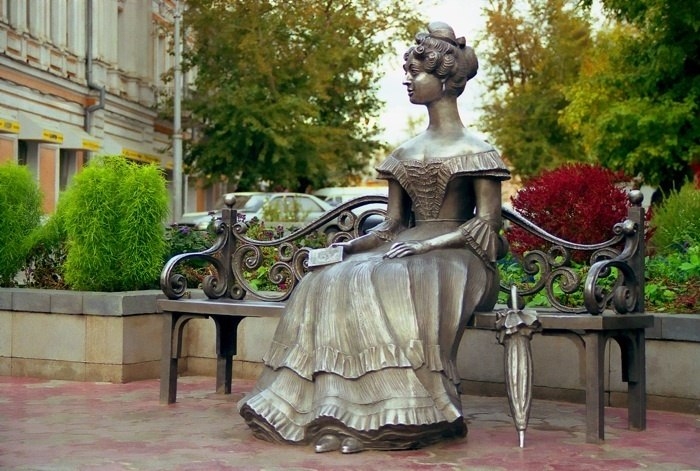
Городская скульптура «Люба Гасфорт», г. Омск, 1999 год
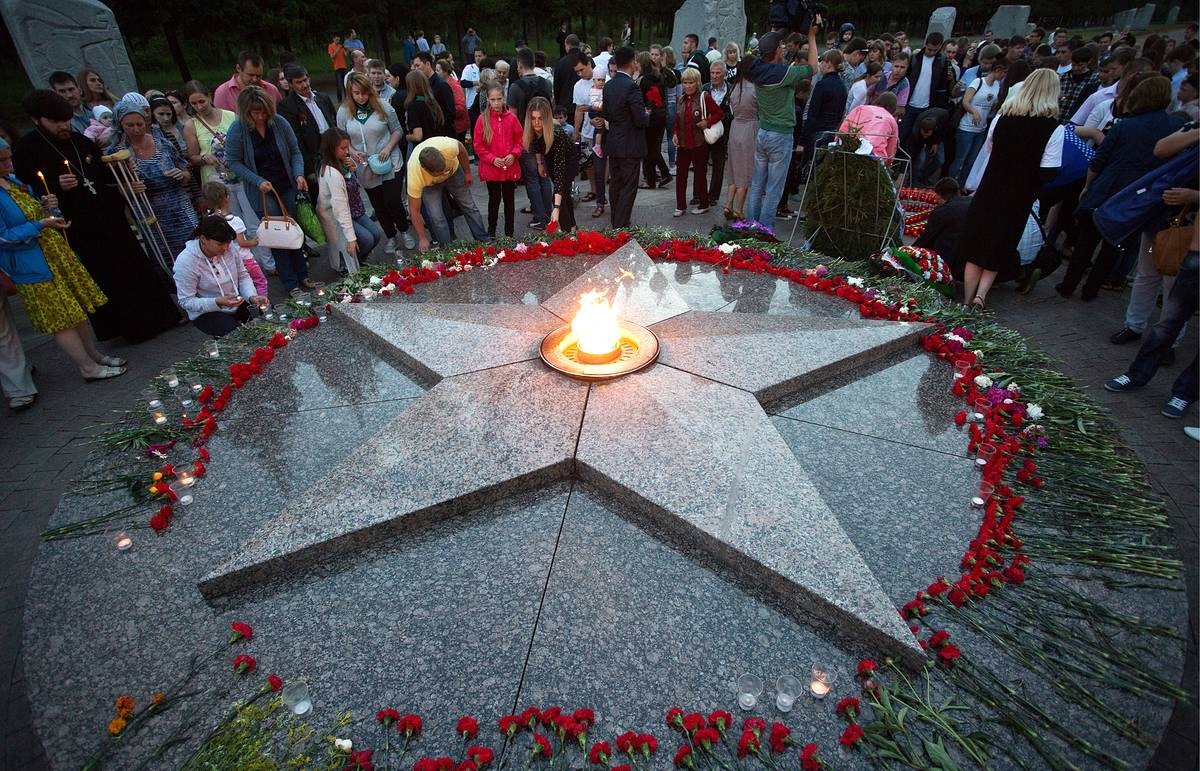
Мемориальный памятник «Вечный огонь», 2015 г., г. Омск.
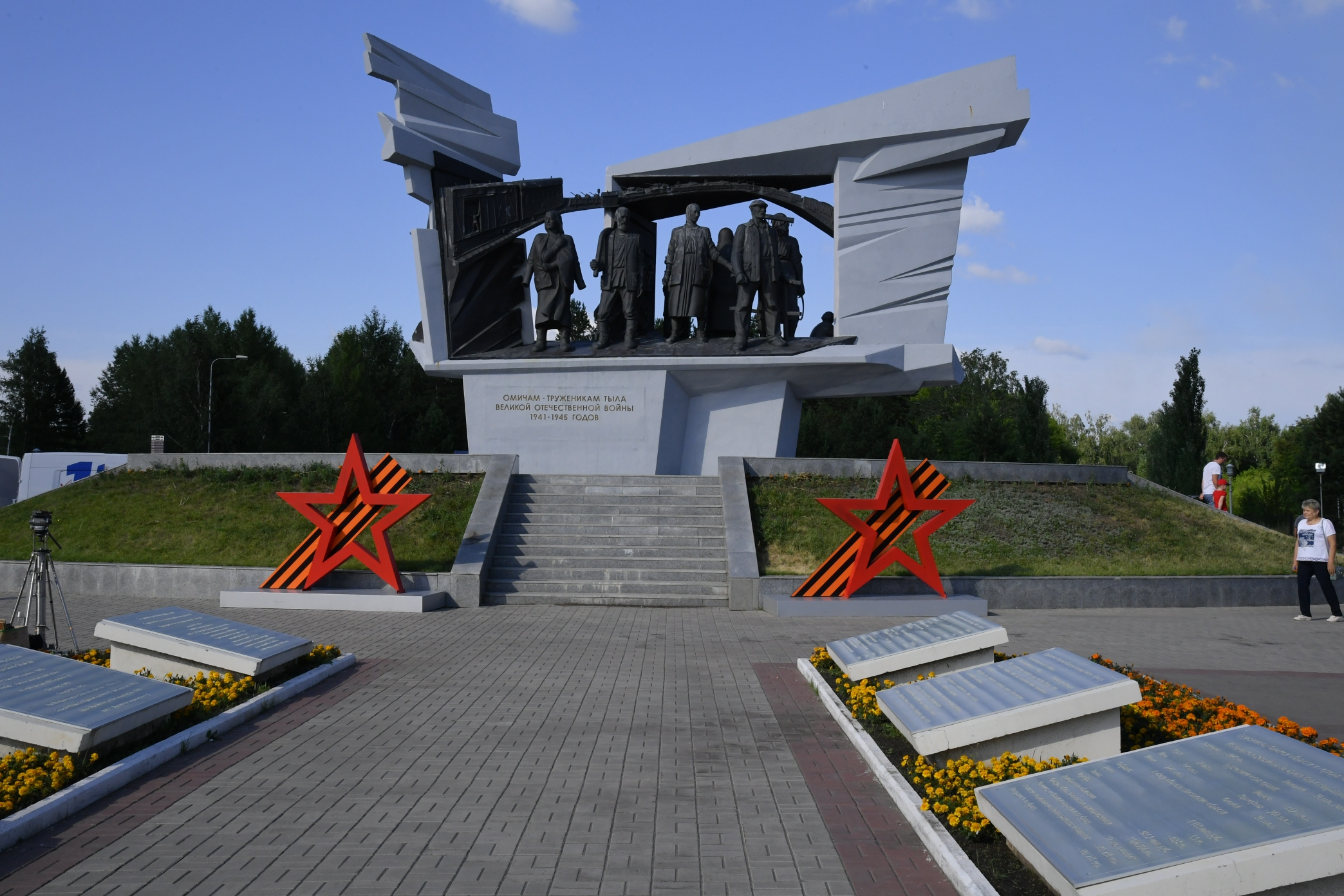
Мемориальный комплекс «Труженикам тыла», г. Омск, 2010 год
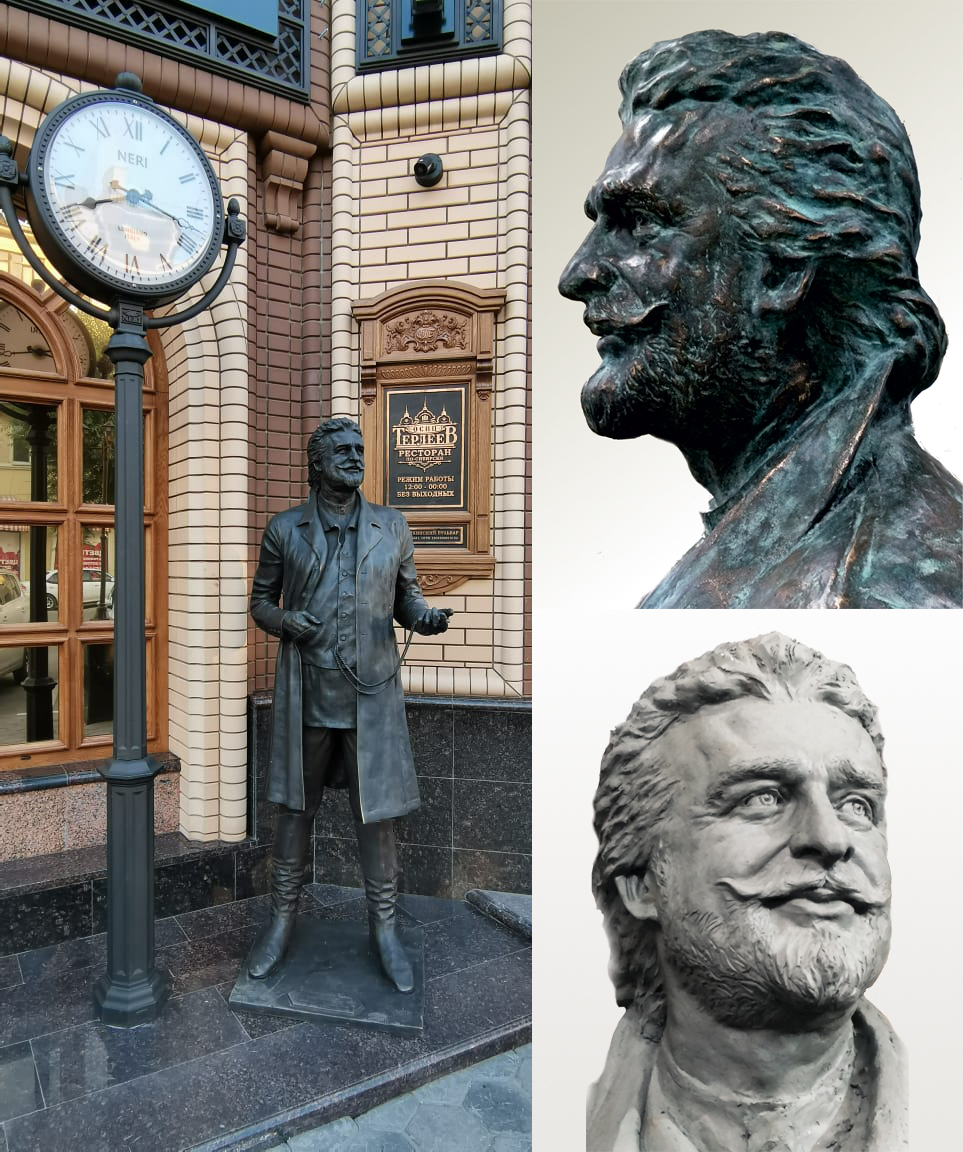
Городская скульптура «Купец Осип Терлеев», 2021 г., г. Омск

## Архитектурное проектирование и дизайн среды
- Дизайн-проект «Декоративная подсветка зданий Любинского проспекта г. Омска» 1997 г. (Гран-при за лучший комплексный проект дизайна городской среды на выставке «Омская линия», 1998 г.;
- Дизайн-проект "Комплексная реконструкция здания ТД «Корона», 1998 г. (Гран-при за лучший комплексный проект дизайна городской среды на выставке «Омская линия», 1999 г.);
- Проект реставрации памятника архитектуры по ул. Короленко, 12, г. Омск, «Омский юридический институт», 2001 год;
- Проект строительства и дизайн интерьеров развлекательного комплекса «XL», г. Омск, 2002—2004 г. г;
- (Диплом всероссийской выставки «Лабиринт», 2006 год);
- Проект реставрации памятника архитектуры по ул. Тарская, 1, Прокуратура Омской области, г. Омск, 2005 год;
- Интерьеры Государственного Северного драматического театра им. М. А. Ульянова,2005 год, г. Тара;
- Проект реконструкции и дизайн интерьеров многофункционального комплекса «Флагман», 33000 м кв., г. Омск, 2006 г.;
- (Диплом Международной выставки «Дизайн без границ» 2006 год);
- Проект реконструкции памятника архитектуры по ул. Лермонтова, 6, «Пионер-палас» г. Омск,2005-2008 г.г., (Диплом Лучшая работа 2006—2008 г.г., Международный фестиваль «Сибирская пирамида», 2008 год.);
- Проект реконструкции памятника архитектуры по ул. Щетинкина, 6, г. Омск, 2005—2008 г.г.;
- (Диплом I-й степени Международный фестиваль «Сибирская пирамида», 2008 год.);
- Проект строительства развлекательного комплекса «Europe», Sousse, Tunisia, 2010 г.;
- Конкурсный проект «Прибрежный аквапарк Олимпийской деревне г. Сочи», I-е место (Диплом III-й степени Всероссийского фестиваля СД РФ «Китеж-град», 2012 год);
- Проект строительства офисного здания по ул. Чернышевского, 2, г. Омск, 2014—2015 г.г.
- Проекты частных жилых и общественных объектов: салоны, рестораны, кафе, магазины, коттеджи, квартиры в Москве, Канаде Торонто, Омске, Тунисе г. Сусс, Исилькуле 2004—2020 г.г.

## Основные награды
- Диплом первой степени от Государственного Совета республики и кантона Женева и дирекции выставки (1994 г.);
- Сертификат Государственного Совета республики и кантона Женева (1995 г.);
- Диплом Гран-при Омской городской выставки «Омская линия» (1999 г.);
- Благодарственное письмо Главы городского самоуправления (2001 г.);
- Диплом Международной ассоциации «Союз дизайнеров» (2002 г.);
- Благодарственное письмо Председателя законодательного собрания Омской области (2003 г.);
- Медаль с дипломом «Достойному» основанной в 1757 году Российской Академией художеств(2010 г.);
- Дипломы Союза Дизайнеров России (2001, 2003, 2004, 2005, 2006, 2007, 2008, 2008, 2012);
- Серебряный диплом «ТЭФИ-2016 регион».

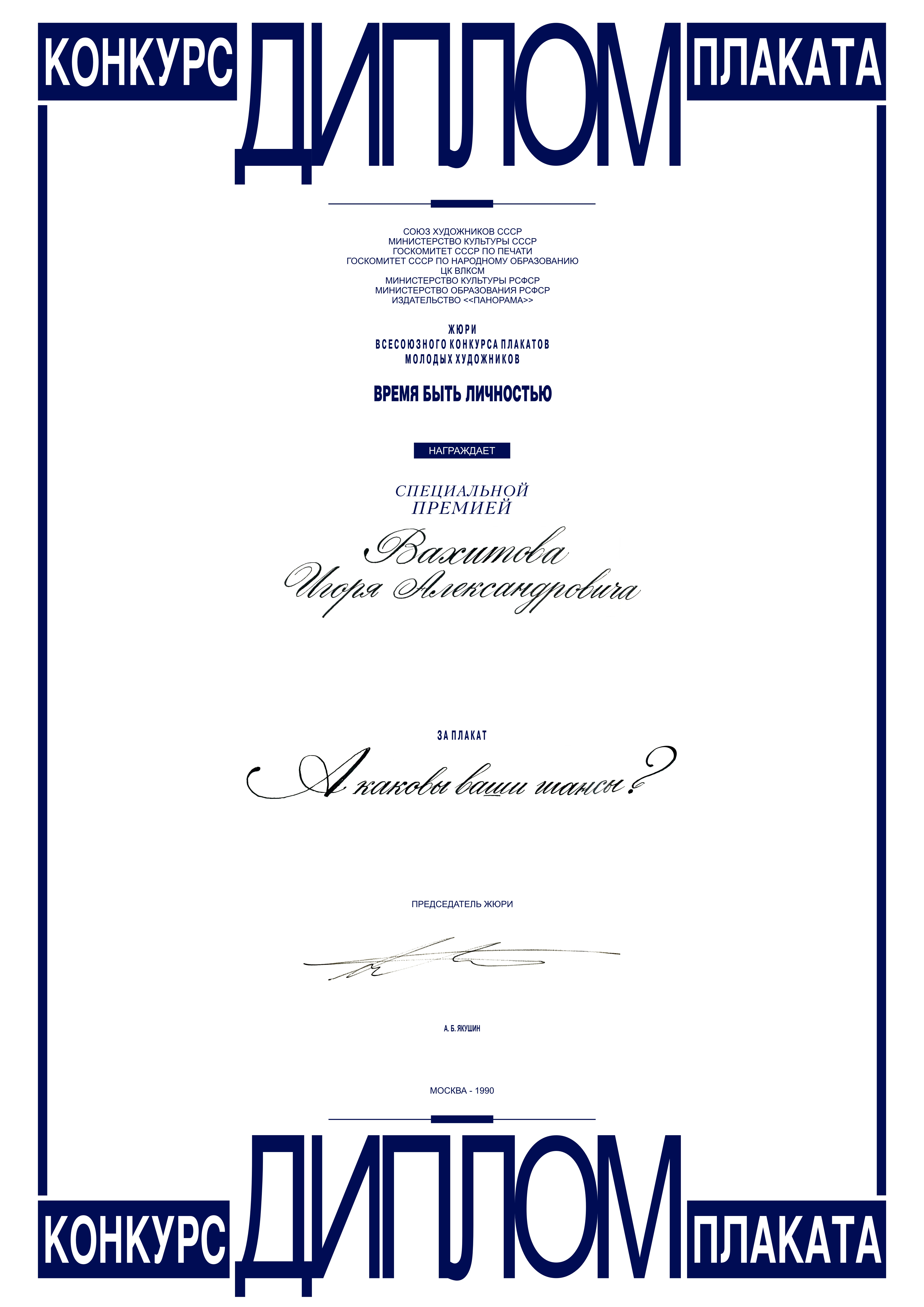
Диплом конкурса плаката «Время быть личностью», 1990 г.
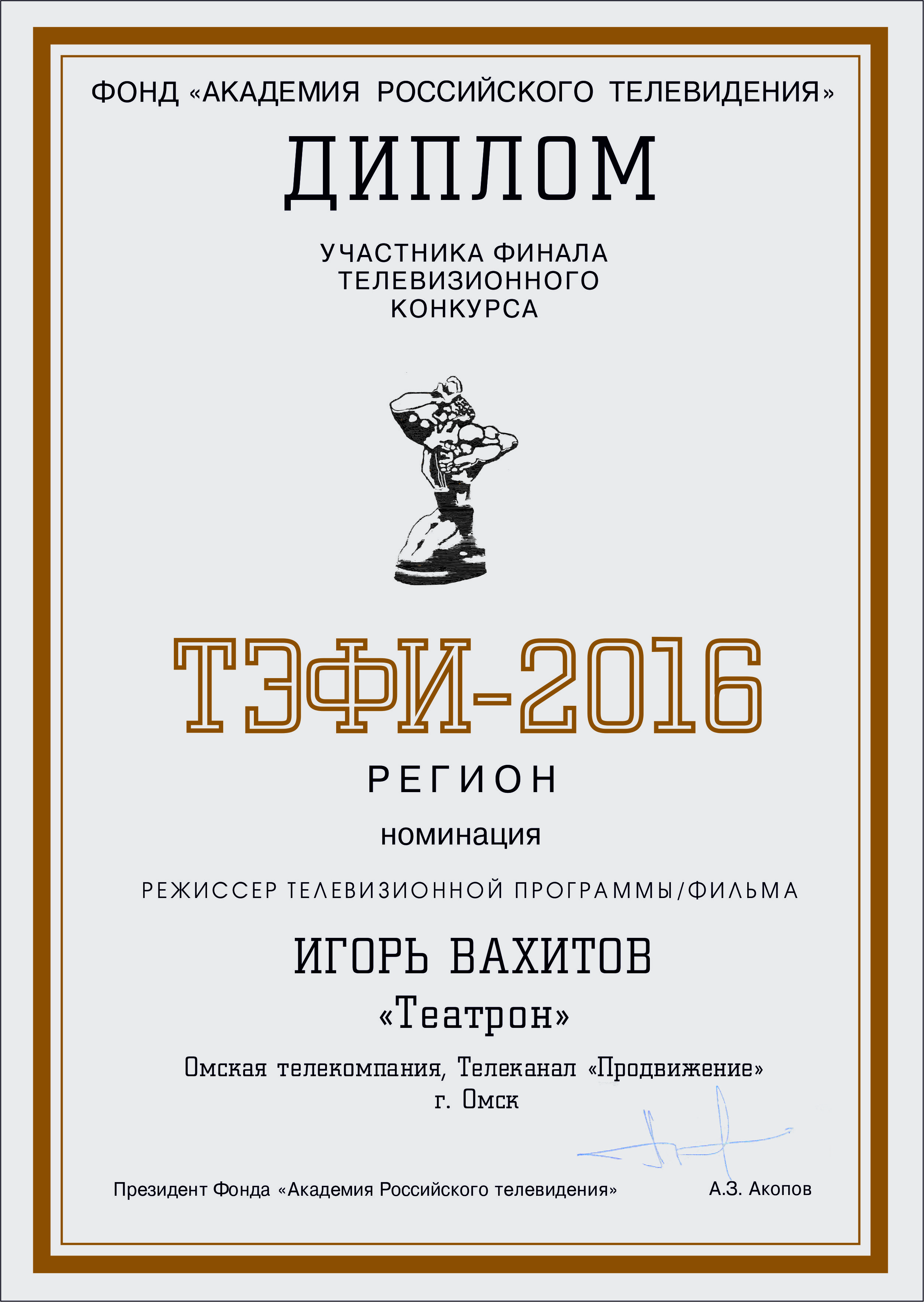
Серебряный диплом «ТЭФИ-2016 регион»
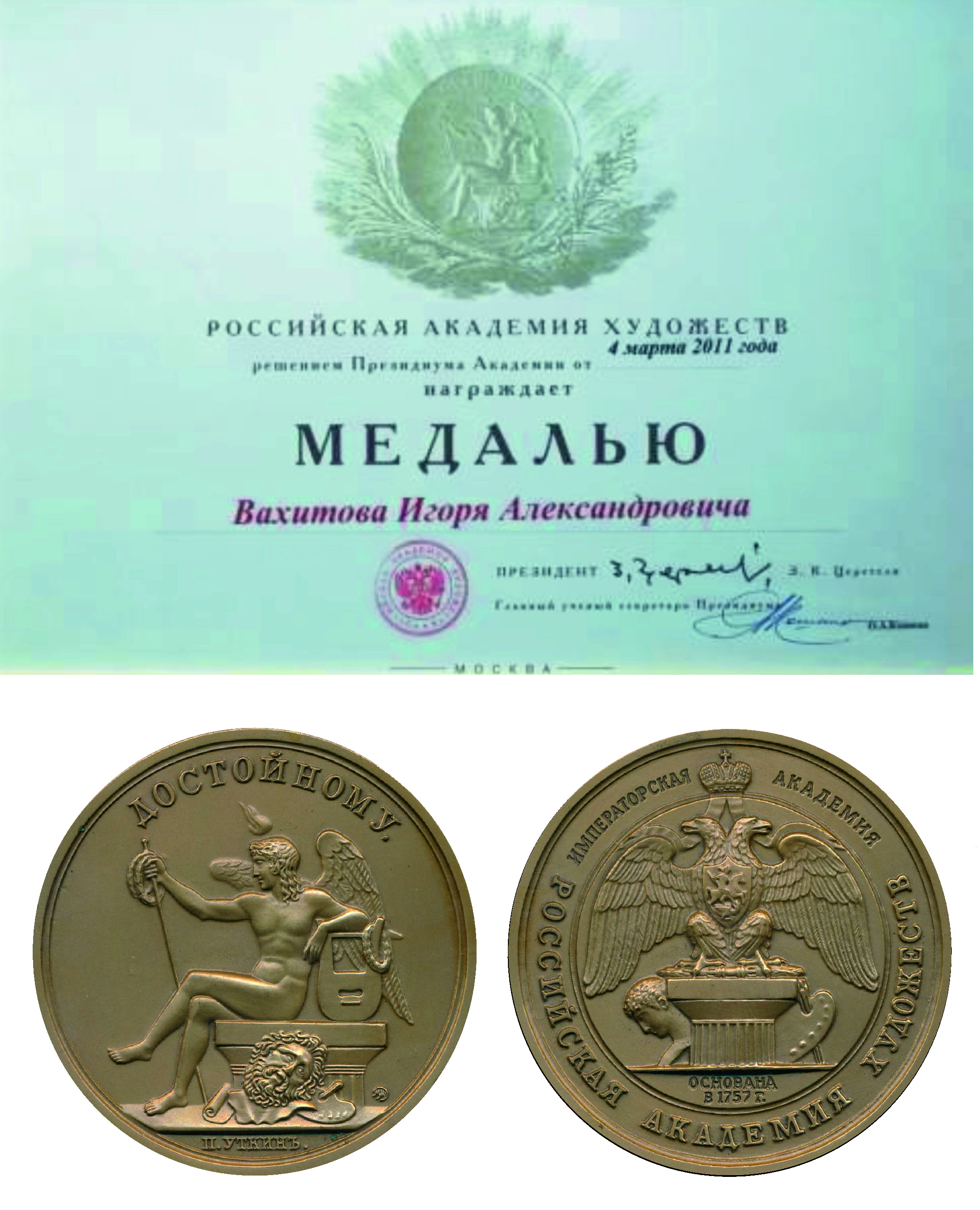
Медаль с дипломом «Достойному» основанной в 1757 году Российской Академией художеств